# Лейбоабазов
Лейбоабазов — хутор в Шовгеновском муниципальном районе Республики Адыгея России.
Входит в состав Заревского сельского поселения.

## Население
| 2002 | 2010 | 2013 | 2014 | 2015 | 2016 | 2017 |
| ---- | ---- | ---- | ---- | ---- | ---- | ---- |
| 127  | ↘100 | ↘98  | ↘96  | →96  | ↘86  | →86  |
| 2018 | 2019 | 2020 | 2021 | 2023 | 2024 |      |
| ↘85  | ↗89  | ↗90  | ↗116 | ↘106 | ↘103 |      |

## Улицы
- Южная.